# Ludwik Tęgoborski
Ludwik Tęgoborski, ros. Тегоборский Людвиг Валерианович (ur. 1793 w Warszawie, zm. 30 marca 1857 w Petersburgu) – pochodzący z Polski rosyjski ekonomista, statystyk, działacz państwowy, senator, nadzwyczajny referendarz stanu Królestwa Polskiego w 1830, urzędnik konsularny i dyplomata.
Od 1812 zajmował różne stanowiska w Polsce, np. w Departamencie Skarbu Państwa Księstwa Warszawskiego (1812-1815), oraz w Radzie Stanu Królestwa Polskiego. Pełnił też funkcję konsula generalnego Rosji w Gdańsku (1829-1833), jak i był mianowany komisarzem w Wiedniu, gdzie jako przedstawiciel Rosji wziął udział w spotkaniach nt reorganizacji Rzeczypospolitej Krakowskiej (1832-). Po powrocie do Rosji, od 1848 był członkiem Rady Państwowej Imperium Rosyjskiego, przew. rosyjskiej Komisji w sprawie udziału Rosji w londyńskiej Wystawie Światowej. Zajmował się też polityką celną, m.in. jako przew. Komitetu Taryf Celnych (1850-1857). Autor szeregu prac z zakresu ekonomii.
Odznaczony Orderem Świętego Stanisława 2. klasy i Krzyżem Komandorskim austriackiego Orderu Leopolda.